# Tashi
Tashi, Mandarijn: Zhaxi, is een eiland in het meer Pagsum Tso in de prefectuur Nyingtri in de Tibetaanse Autonome Regio in China.
Het eiland ligt op ongeveer 300 km ten oosten van de hoofdstad Lhasa. Het eiland staat bekend om vele grote stenen, waarbij elke grote steen symbool staat voor een andere bodhisattva.